# Collonges-sous-Salève
Collonges-sous-Salève é uma comuna francesa na região administrativa de Auvérnia-Ródano-Alpes, no departamento da Alta Saboia. Estende-se por uma área de 6.13 km². Em 2010 a comuna tinha 4 069 habitantes (densidade: 663,8 hab./km²).